# Brian Groder
Brian Groder (* 1953 in New York City) ist ein US-amerikanischer Jazztrompeter (auch Flügelhorn) und Komponist.

## Leben und Wirken
Groder stammt aus einer Musikerfamilie und lernte schon früh Trompete und Flügelhorn. Seine Karriere begann er in Hotel- und Casinobands in Atlantic City, wo er gastierende Popmusiker begleitete. Anschließend lebte er in Philadelphia, wo er vorwiegend unterrichtete. Erste Aufnahmen entstanden 1989 in Pennsylvania mit der Formation Abstract Truth. Nach seinem Umzug nach New York City Anfang der 1990er-Jahre arbeitete Groder mit eigenen Ensembles wie Double Perceptions (mit Rez Abbasi, Dominic Duval, Newman Taylor Baker). 1993 entstand sein Debütalbum Ancestral Tongues. Außerdem arbeitete er seitdem mit Taylor Ho Bynum, J. D. Parran, Blaise Siwula, Joanne Brackeen, Burton Greene, Katsuyuki Itakura, Francesca Tanksley, Ronald Thomas, Kevin Kuhn, Dennis Sandole, Andy McKee, Nobu Stowe und John McLellan. Mit dem Saxophonisten Sam Rivers, Doug Mathews und Anthony Cole nahm er im April 2005 das Album Torqu (Latham) auf, das Aufmerksamkeit bei der Jazzkritik fand. Des Weiteren arbeitete er als Komponist mit dem Choreographen Cherylyn Lavergnino zusammen (Music for Dance, New York City 2006). Im Bereich des Jazz war er zwischen 1989 und 2011 an sechs Aufnahmesessions beteiligt.

## Diskographische Hinweise
- Abstract Truth: Acoustical Concepts (1991)
- Brian Groder / Tonino Miano: FluiDensity (2013)[3]
- Reflexology (Latham, 2014), mit Michael Bisio, Jay Rosen
- R Train on the D Line (Latham, 2016)